# Lewkowo (obwód pskowski)
Lewkowo (ros. Левково) – wieś (ros. деревня, trb. dieriewnia) w zachodniej Rosji, w wołoscie Michajłowskaja (osiedle wiejskie) rejonu łokniańskiego w obwodzie pskowskim.

## Geografia
Miejscowość położona jest 2 km od dieriewni Żarki, 13 km od centrum administracyjnego osiedla wiejskiego (Michajłow Pogost), 19,5 km od centrum administracyjnego rejonu (Łoknia), 159 km od stolicy obwodu (Psków).
W granicach miejscowości znajduje się ulica Sadowaja.

## Demografia
W 2010 r. miejscowość zamieszkiwało 10 osób.